# Roxio Creator
Roxio Creator (voorheen Easy Media Creator) is een cd- en dvd-creatiesoftwareprogramma van Roxio. Het programma werd vroeger soms meegeleverd met cd- en dvd-branders. Het programma werd ontwikkeld uit Adaptec Easy CD Creator, dat na een overname in handen van Roxio kwam.

## Ondersteunde formaten
Video: AVI, DV, HDV, DV-AVI, MPEG-1/2/4, MPEG2-HD, dvd-video, IFO/VOB, XviD, DVR-MS, TiVo, ASF, MOV, WMV, QuickTime, 3GP, MPEG2 Transport Stream, AVC (H.264) en AVCHD
Audio: Audio CD, MP3, WAV, WMA, Dolby Digital AC-3, AAC, Ogg Vorbis, FLAC, M4A, MP4 en afspeellijsten (WPL, ASX, M3U, PLS, XSPF)
Afbeeldingen: JPG, PNG, TIFF, BMP en GIF